# Rosegg
Rosegg (in sloveno Rožek) è un comune austriaco di 1 803 abitanti nel distretto di Villach-Land, in Carinzia; ha lo status di comune mercato (Marktgemeinde). Dal suo territorio nel 1888 fu scorporata la località di Sankt Jakob im Rosental e nel 1911 quella di Ledenitzen, erette in comuni autonomi (Ledenitzen fu in seguito aggregato al comune di Finkenstein am Faaker See, nel 1973).
Abitato anche da sloveni della Carinzia (6%), è un comune bilingue.

## Monumenti e luoghi d'interesse
- Castello di Rosegg

## Geografia antropica

### Suddivisioni amministrative
Il territorio comprende 18 località (tra parentesi il nome in sloveno) :
- Berg (Gora) (52)
- Bergl (Gora) (156)
- Buchheim (Podhum) (85)
- Dolintschach (Dolinčiče) (31)
- Drau (Na Dravi) (90)
- Duel (Dole) (78)
- Emmersdorf (Tmara vas) (114)
- Frög (Breg) (121)
- Frojach (Broje) (6)
- Kleinberg (Mala gora) (46)
- Obergoritschach (Zgornje Goriče) (52)
- Pirk (Brezje) (83)
- Raun (Ravne) (59)
- Rosegg (Rožek) (477)
- St. Johann (Ščedem) (18)
- St. Lambrecht (Semislavče) (187)
- St. Martin (Šmartin) (144)
- Untergoritschach (Spodnje Goriče) (88)

## Amministrazione

### Gemellaggi
- Osoppo[1]